# Świadkowie Jehowy w Nepalu
Świadkowie Jehowy w Nepalu – społeczność wyznaniowa w Nepalu, należąca do ogólnoświatowej wspólnoty Świadków Jehowy, licząca w 2023 roku 2823 głosicieli, należących do 43 zborów. Na dorocznej uroczystości Wieczerzy Pańskiej w 2023 roku zgromadziły się 8064 osoby. Działalność miejscowych głosicieli koordynuje japońskie Biuro Oddziału, a Biuro Krajowe znajduje się w Katmandu.

## Historia

### Początki
W marcu 1970 roku rodzina Świadków Jehowy z Indii przeniosła się do Katmandu i tam zaczęła głosić wyznawaną religię. Działalność kaznodziejską prowadzono nieoficjalnie, głównie wśród znajomych i współpracowników, ponieważ konstytucja Nepalu zabraniała wówczas prozelityzmu, za który groziły wysokie sankcje karne zarówno ewangelizatorom, jak też nowo pozyskiwanym wyznawcom. Rodzina ta regularnie urządzała w swym domu zebrania religijne, zapraszając na nie zainteresowanych. Po czterech latach, w marcu 1974 roku, przyłączyli się do nich członkowie rodziny pewnego sekretarza rodziny królewskiej, a później on sam.
Wyznawcy, których było stać na daleką podróż przez góry, początkowo jeździli na większe zgromadzenia do Indii. Dwóch wyznawców z Indii w różnych okresach znalazło w Nepalu zatrudnienie i przez kilka lat pomagało w umacnianiu nowo powstałego zboru. W roku 1976 w Katmandu było 17 głosicieli.
Pod koniec 1984 roku władze zaczęły nakładać ograniczenia. Aresztowano czworo wyznawców na cztery dni, a w jednej z wiosek nawet osoby, z którymi studiowano Biblię. Sześć z nich zwolniono dopiero po upływie 43 dni. W niedługim czasie było jeszcze kilka innych aresztowań, jednak nikogo nie postawiono w stan oskarżenia. Ostatnie zatrzymanie grupy wyznawców miało miejsce w 1989 roku, ale po trzech dniach ich wypuszczono. Przedstawiciele władz żądali złożenia przez zatrzymanych deklaracji zaprzestania ewangelizacji, na co żaden z zatrzymanych nie wyraził zgody; część z nich musiała jednak podpisać oświadczenie o gotowości poniesienia konsekwencji, gdyby ponownie zostali przyłapani na prowadzeniu działalności kaznodziejskiej.
W roku 1985 wybudowano pierwszą własną Salę Królestwa; liczba głosicieli wzrosła do 35 w jednym stołecznym zborze. Przez dłuższy czas służyła ona także jako miejsce do przedstawiania programu zgromadzeń okręgowych.

### Rejestracja prawna i rozwój działalności
Od lat 90. XX wieku Świadkowie Jehowy korzystali z coraz większej miary wolności religijnej. Zaprzestano aresztowań, a w 1994 roku wyznanie uznano prawnie. W Katmandu prowadzi się tłumaczenie publikacji o tematyce biblijnej na język nepalski. Liczba głosicieli stale wzrasta: z 63 osób w roku 1990 do ponad 1000 w 2008 roku.
W październiku 2005 roku Świadkowie Jehowy w Nepalu uzyskali status stowarzyszenia religijnego.
W latach 2009, 2011 oraz 2013 do kraju wysłani zostali misjonarze, absolwenci Biblijnej Szkoły Strażnicy – Gilead. W 2010 roku wydano Chrześcijańskie Pisma Greckie w Przekładzie Nowego Świata (Nowy Testament) w języku nepalskim. W roku 2014 liczba głosicieli przekroczyła 2100.
W wyniku trzęsienia ziemi, które nastąpiło 25 kwietnia 2015 roku, śmierć poniosła jedna kobieta będąca Świadkiem Jehowy oraz dwójka jej dzieci. Zostało zniszczonych 38 domów należących do Świadków, a 126 zostało uszkodzonych. W niewielkim stopniu zostało uszkodzone Biuro Krajowe. Działania pomocowe dla Świadków Jehowy w Nepalu podjęło Biuro Oddziału w Japonii. Jedną z pierwszych grup, które niosły pomoc byli Świadkowie Jehowy w Indiach. Europejski zespół medyczny złożony ze współwyznawców współpracował z nepalskim Komitetem Pomocy Doraźnej w leczeniu pacjentów w Salach Królestwa. Dla poszkodowanych wybudowano przeszło 90 nowych domów. 16 kwietnia 2016 roku w Katmandu odbył się specjalny program z okazji wizyty przedstawiciela Biura Głównego Świadków Jehowy, którego program transmitowano do wszystkich zborów w Nepalu. Łącznie wysłuchało go 3137 osób. W dniach od 17 do 19 listopada 2017 roku w indonezyjskiej Dżakarcie odbył się kongres specjalny pod hasłem „Nie poddawaj się!”, a w lipcu 2018 roku w Oslo kongres specjalny pod hasłem „Bądź odważny!” z udziałem delegacji z Nepalu.
18 maja 2018 roku w Katmandu ogłoszono wydanie w języku nepalskim pełnego Przekładu Nowego Świata.
Kongresy regionalne odbywają się w języku nepalskim i nepalskim języku migowym.
Świadkowie Jehowy wydają publikacje w językach używanych w Nepalu: nepalskim, newari, maithili i nepalskim migowym.

## Statystyki

### Liczba głosicieli (w tym pionierów)
Dane na podstawie oficjalnych raportów o działalności:
- najwyższa liczba głosicieli osiągnięta w danym roku służbowym[c] (liczby nad słupkami na wykresie)
- przeciętna liczba pionierów w danym roku służbowym (ciemniejszym odcieniem, liczby na słupkach wykresu, od roku 2017 tylko pionierów pełnoczasowych, bez pomocniczych)

### Liczba obecnych na Pamiątce
Dane na podstawie oficjalnych raportów o działalności: